# Tenafly
Tenafly és una població dels Estats Units a l'estat de Nova Jersey. Segons el cens del 2007 tenia 222.004 habitants.

## Demografia
Segons el cens del 2000, Tenafly tenia 13.806 habitants, 4.774 habitatges, i 3.866 famílies. La densitat de població era de 1.156,3 habitants/km².
Dels 4.774 habitatges en un 43,9% hi vivien nens de menys de 18 anys, en un 70,6% hi vivien parelles casades, en un 8,1% dones solteres, i en un 19% no eren unitats familiars. En el 16,8% dels habitatges hi vivien persones soles el 9,3% de les quals corresponia a persones de 65 anys o més que vivien soles. El nombre mitjà de persones vivint en cada habitatge era de 2,86 i el nombre mitjà de persones que vivien en cada família era de 3,21.
Per edats la població es repartia de la següent manera: un 28,3% tenia menys de 18 anys, un 4,7% entre 18 i 24, un 25,4% entre 25 i 44, un 26,4% de 45 a 60 i un 15,2% 65 anys o més.
L'edat mediana era de 41 anys. Per cada 100 dones de 18 o més anys hi havia 87,5 homes.
La renda mediana per habitatge era de 90.931 $ i la renda mediana per família de 111.029 $. Els homes tenien una renda mediana de 79.641 $ mentre que les dones 50.617 $. La renda per capita de la població era de 53.170 $. Aproximadament el 3,5% de les famílies i el 5,2% de la població estaven per davall del llindar de pobresa.

## Poblacions més properes
El següent diagrama mostra les poblacions més properes.

## Personatges il·lustres
- Mira Sorvino: Actriu.